# Blinddoek

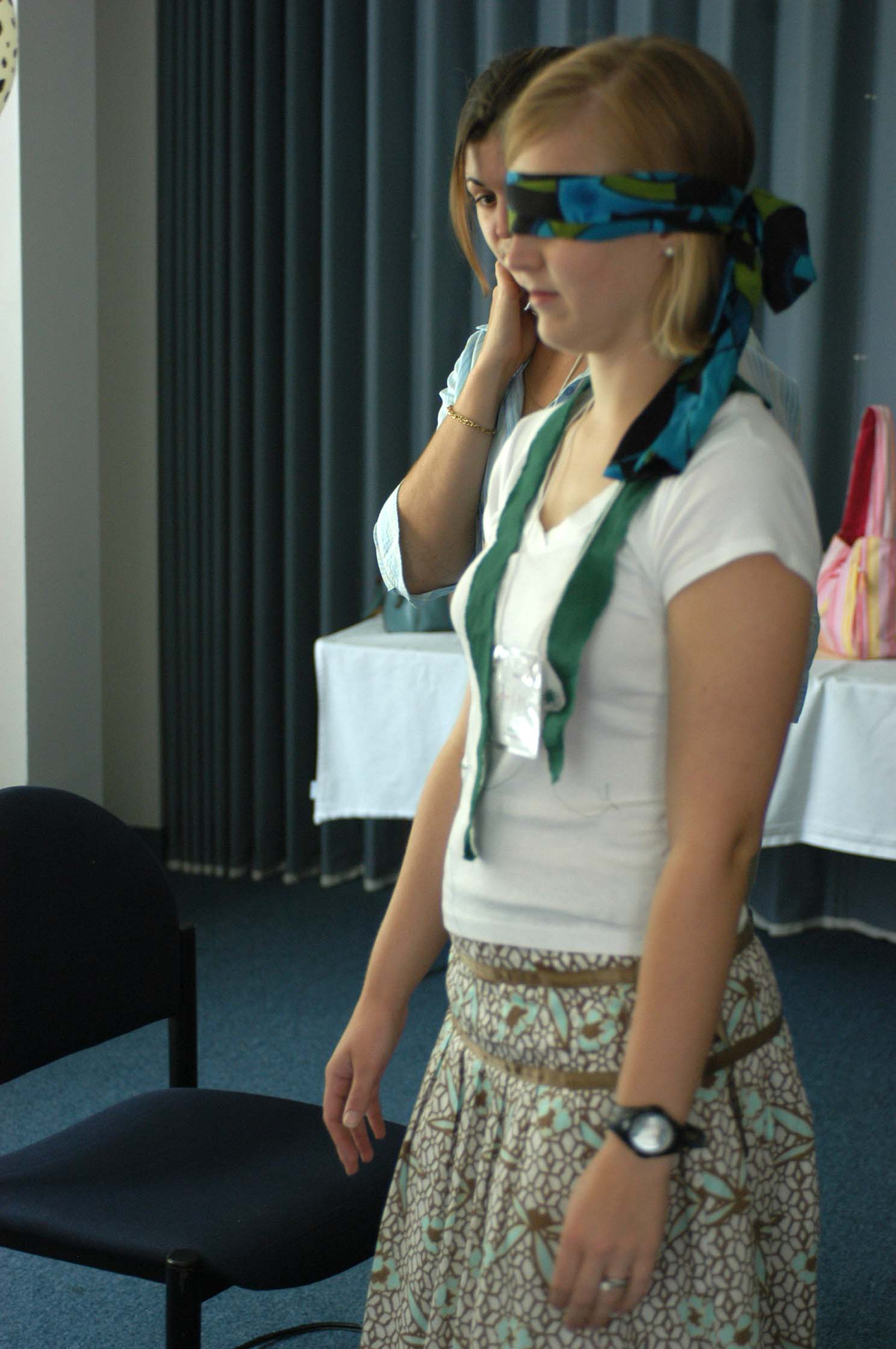
Een meisje met een blinddoek

Een blinddoek is een kledingstuk om de ogen te bedekken zodat de drager tijdelijk het zicht ontnomen wordt.
Als blinddoek kan een stuk stof, zoals een sjaal of bandana, gebruikt worden, maar er worden ook slaapmaskers verkocht die dezelfde functie hebben.
Blinddoeken vinden verschillende toepassingen:
- Licht buitensluiten om te kunnen slapen, bijvoorbeeld in een vliegtuig of in een land boven de poolcirkel in de periode dat de de zon niet ondergaat.
- Kinderspelletjes, zoals ezeltje-prik, het meppen op een piñata of een dropping.
- Als hulpmiddel bij bdsm. Een blinddoek is een effectieve manier de onderdanige partij (submissive) het zicht te ontnemen. Zo'n blinddoek is meestal gemaakt van leer, met een gesp aan de achterkant en soms een slot. Het kan variëren van een simpele sjaal tot een compleet hoofdharnas (head harness).
- Een slachtoffer van een ontvoering, gijzelaar, gevangene etc. kan geblinddoekt worden om identificatie van locaties en mensen te vermijden. De kap biedt hiervoor een alternatief.
- Tijdens een executie voor het vuurpeloton.